# Jenna Jameson
Pour les articles homonymes, voir Jameson.
Jenna Jameson, née Jennifer Marie Massoli le 9 avril 1974 à Las Vegas de parents italo-américains, est une actrice pornographique et femme d'affaires américaine. Elle est l'une des actrices du X ayant remporté le plus grand succès au niveau mondial,,. On lui donne aussi le titre officieux de « Reine du porno ».
Elle commence à jouer dans des films érotiques à partir de 1993 après avoir travaillé comme stripteaseuse et comme mannequin de charme. En 1996, elle a déjà remporté les trois récompenses principales décernées par des organisations de l'industrie pornographique. Depuis, elle a reçu plus de 20 récompenses et a été admise dans les AVN Hall of Fame, X-Rated Critics Organization (XRCO) et Adult Video News (AVN),.
Jameson fonde une société de divertissement pornographique, Club Jenna en 2000, avec Jay Grdina, qui devient son mari par la suite. Il s'agit à l'origine d'un site web personnel, qui aboutit à la création de sites similaires avec d'autres actrices. La société commence à produire des films pornographiques en 2001. Le premier film, Briana Loves Jenna (avec Briana Banks), est nommé aux AVN Awards 2003 dans les catégories meilleure vente et meilleure location pour l'année 2002. Entre 2001 et 2005, les revenus de Club Jenna s'élevent à 30 millions de dollars et des bénéfices estimés à la moitié de cette somme. Les publicités pour son site et ses films sont souvent à son effigie. Il existe notamment une tour de 15 mètres à Times Square avec un panneau publicitaire à son effigie. Playboy TV diffuse son programme de télé réalité Jenna's American Sex Star où des apprenties pornstars luttent pour décrocher un contrat avec Club Jenna.
La première apparition de Jameson dans un film grand public est un rôle secondaire dans le film Private Parts d'Howard Stern, sorti en 1997. Elle continue à se produire devant le grand public avec des interventions pour la chaine de télévision E! en prêtant sa voix au jeu vidéo Grand Theft Auto: Vice City sorti en 2002 et en jouant un rôle récurrent dans la série Mister Sterling diffusée en 2003 sur NBC. Son autobiographie, How to Make Love Like a Porn Star: A Cautionary Tale, publiée en 2004, demeure six semaines en tête de la liste des meilleures ventes du New York Times.
En 2008, elle partage la vedette avec Robert Englund dans un film de Jay Lee, Zombie Strippers.

## Biographie

### Jeunesse
Jennifer Marie Massoli est née le 9 avril 1974 à Las Vegas. Son père, Lawrence Massoli, d'origine italo-américaine, fut directeur des programmes pour KVBC-DT (en) (filiale locale de NBC), puis officier de police, et sa mère, Brooke Hunt Massoli, était danseuse de cabaret au spectacle des Folies-Bergère au casino Tropicana de Las Vegas,. Brooke Massoli mourut d'un cancer de la peau le 20 février 1976, avant même le deuxième anniversaire de sa fille. Le traitement contre le cancer ruina la famille, qui déménagea alors plusieurs fois ; ils habitèrent notamment dans une caravane avant de s'installer chez la mère de Lawrence. Celui-ci passait le plus clair de son temps à son travail, au bureau du shérif de Las Vegas, et Jenna devint très proche de son frère Tony. Elle participa à de nombreux concours de beauté pour enfant et suivit des cours de danse classique.
Dans son autobiographie, Jameson affirme qu'en octobre 1990, alors que la famille vivait dans un ranch à bétail à Fromberg (Montana), elle fut battue avec des pierres et violée par quatre garçons après un match de football américain. Elle écrit :

« Étais-je dans ce business parce que j'avais été une victime ou parce que je voulais réussir quelque chose ? J'ai examiné cela sous tous les angles que j'ai pu, et je suis parvenue à chaque fois à la même conclusion : cela n'a pas fait la moindre différence. Ça s'est passé trop tard dans mon évolution pour jouer un rôle. Même si ce n'était pas arrivé, je serais devenue une star du porno de toute façon. J'ai consulté assez de thérapeutes pour le savoir,. »

Massoli affirme qu'elle a été violée une seconde fois, toujours à 16 ans, par l'oncle de son petit ami Jack, un biker nommé Preacher ; ce dernier démentit. Au lieu de se confier à son père, elle quitta le domicile et partit avec Jack. Ce fut sa première relation sérieuse,.
Jack était tatoueur et réalisa les premiers tatouages de Jenna. Parmi ceux-là, le double cœur tatoué sur sa fesse droite devint sa marque de fabrique,. Selon la chaine de télévision E!, son frère Tony, qui posséda lui-même un salon de tatouage par la suite, y ajouta l'inscription « Heart Breaker » (« briseuse de cœur »). D'autres tatouages parsèment maintenant son corps : un dragon sur la nuque, des fleurs avec la phrase « Creazy Girl » sur la cheville droite, une fille en monokini sur le mollet droit, un ange (dessiné par Sorayama) sur le mollet gauche, des fleurs sur la face interne de la cheville gauche et le mot « Jay » sur l'annulaire gauche.

### Débuts de carrière
Jenna Massoli essaya de suivre la même carrière que sa mère en devenant danseuse à Las Vegas, mais elle fut refusée par la plupart des spectacles car elle ne faisait pas la taille requise (1,75 m),. Elle fut engagée par le casino Vegas World, mais partit deux mois plus tard, déclarant que les horaires étaient durs et la paye mauvaise.
Son petit ami Jack l'encouragea à postuler comme stripteaseuse, et en 1991, alors qu'elle était encore mineure, elle commença à danser dans des clubs de striptease de Las Vegas en utilisant des faux papiers,. Lorsqu'elle fut refusée au Crazy Horse Too à cause de son appareil dentaire, elle le retira avec une paire de pinces et fut embauchée. Six mois après, elle gagnait 2 000 dollars par nuit, avant même la fin de l'école secondaire.
Son premier nom de scène en tant que stripteaseuse fut « Jennasis », un nom qu'elle déclina par la suite en « Jennasis Entertainment ». Elle choisit le nom « Jenna Jameson » pour son activité de mannequin après avoir parcouru l'annuaire à la recherche d'un nom assorti à son prénom, avant d'opter finalement pour Jameson à cause du whiskey Jameson qu'elle boit,.
Toujours en 1991, Jameson posa nue pour la photographe Suze Randall à Los Angeles, espérant apparaître dans le magazine de charme Penthouse,. Elle fut payée 300 $ par jour et n'eut aucun droit sur les photographies prises. Plus tard, ces photos furent publiées dans plusieurs magazines masculins, sous divers noms. Jameson arrêta de travailler pour Randall, ayant l'impression qu'elle était un « requin » qui profitait d'elle.
Alors qu'elle était encore à l'école secondaire, Jameson commença à prendre de la drogue (cocaïne, LSD, et méthamphétamines) en compagnie de son frère, dépendant à l'héroïne, et parfois de son père. Sa dépendance empira au fil des quatre années passées avec son petit ami. Par la suite, elle arrêta de manger et devint trop maigre pour le mannequinat ; Jack la quitta en 1994. Elle pesait moins de 35 kilos lorsqu'un ami l'envoya en chaise roulante chez son père, qui vivait alors à Redding (Californie), pour la désintoxiquer ; à sa descente d'avion, il ne la reconnut pas.

### Carrière pornographique

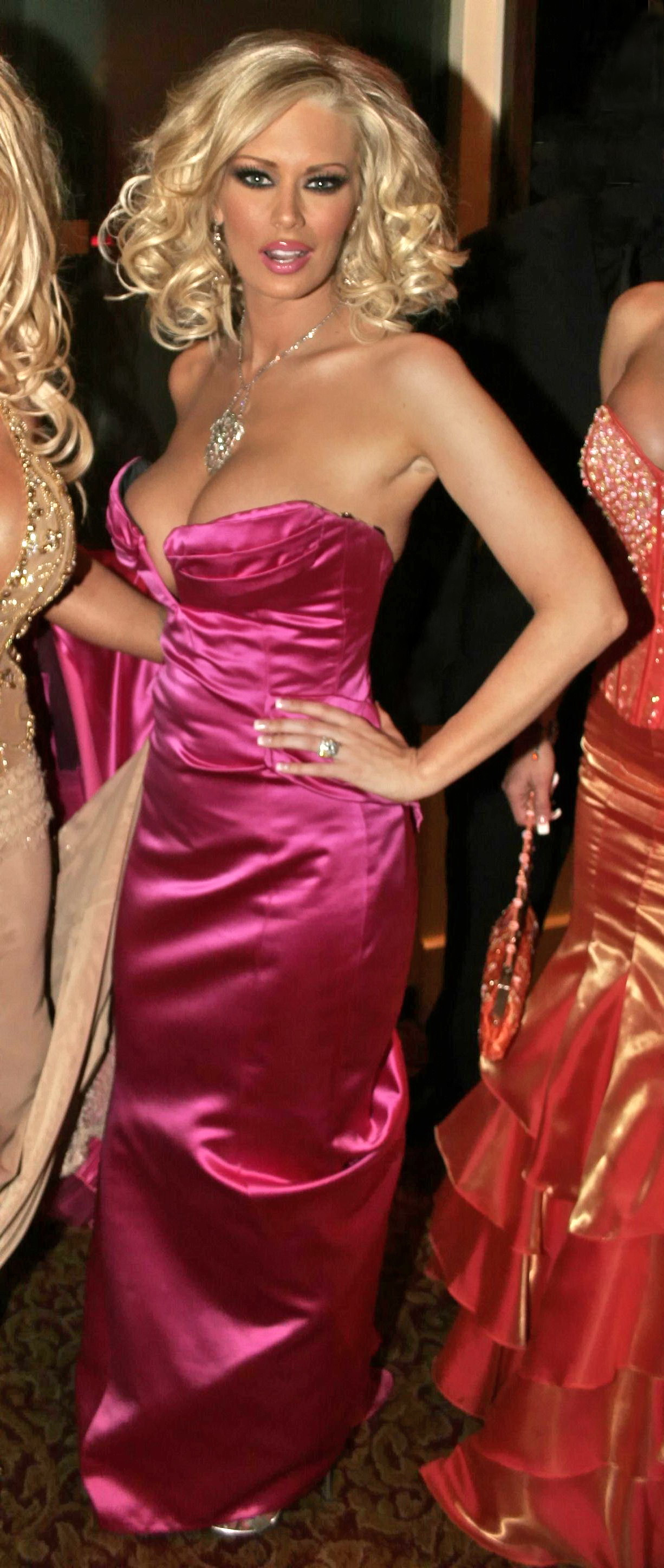
Jenna Jameson au Venetian hotel lors des AVN Awards, le 9 janvier 2006

Jameson commença à jouer dans des films pornographiques pour se venger de son ex-petit-ami, Jack, qui la trompait,. Elle apparut d'abord dans un film érotique en 1993, un film soft aux scènes non-explicites d'Andrew Blake, avec sa petite-amie Nikki Tyler, qu'elle rencontra au gré de ses séances pour Suze Randall. Ses premières scènes pour un film pornographique furent filmées par Randy West et elle fait des apparitions dans Up and Cummers 10 et Up and Cummers 11, des films datant de 1994,. Elle fut remarquée rapidement et apparut dans plusieurs autres films X alors qu'elle vivait toujours à Las Vegas.
Jameson se fit poser ses premiers implants mammaires le 28 juillet 1994 pour donner un nouveau souffle à ses carrières de stripteaseuse et d'actrice porno. Entre 1994 et 2004, elle eut deux paires d'implants mammaires, et un implant au menton,.
Les premières scènes pornographiques tournées par Jameson furent des scènes lesbiennes. Elle dit :
« Girl-on-girl was easy and natural. Then they offered me lots of money to do boy-girl . »

« Les scènes entre filles, c'était simple et naturel. Puis ils m'ont proposé beaucoup d'argent pour faire des scènes hétérosexuelles. »

Sa première scène hétérosexuelle était dans Cherry Pie, film de 1994. Au début de sa carrière, elle se promit de ne jamais pratiquer de sodomie ni de double pénétration ; elle n'a jamais réalisé non plus de scènes avec des hommes de couleur. Sa « signature » était la fellation, utilisant beaucoup de salive pour lubrifier,.
En 1994, après avoir surmonté sa dépendance en passant plusieurs semaines avec son père et sa grand-mère, Jameson déménagea à Los Angeles pour vivre avec Nikki Tyler,. Elle recommença le mannequinat et reçut en 1995 la bénédiction de son père pour faire carrière hors du milieu du X,. Après cela, son premier film fut Silk Stockings. Plus tard en 1995, Wicked Pictures, alors une petite société de films pornographiques, lui fit signer un contrat d'exclusivité,. Elle se rappelle avoir dit à Steve Orenstein, le fondateur de Wicked Pictures :
« The most important thing to me right now is to become the biggest star the industry has ever seen,. »

« La chose la plus importante pour moi maintenant c'est de devenir la plus grande star que l'industrie ait jamais vue. »

Pour chacun des huit films de sa première année de contrat, Jameson toucha 6 000 $. Son premier film à gros budget fut Blue Movie (1995), où elle joue un reporter enquêtant sur un tournage pornographique. Ce film décrocha de multiples AVN Awards. En 1996, Jameson gagna des récompenses de premier plan de trois organisations majeures du milieu : le XRCO Best New Starlet award (meilleure nouvelle starlette XRCO), le AVN Best New Starlet Award (meilleure nouvelle starlette AVN) et le Fans of X-Rated Entertainment (FOXE) Video Vixen award. Elle a été la première actrice à gagner ces trois récompenses à la fois. Beaucoup d'autres récompenses suivirent.
Jusqu'en 2001, Jameson gagnait 60 000 $ pour un jour et demi de tournage pour un DVD et 8 000 $ par nuit pour danser dans les boîtes de striptease. Elle essaya de se restreindre à tourner cinq films par an et à danser deux semaines par mois. Son mari Jay Grdina affirma qu'elle touchait au moins 25 000 $ par nuit pour danser.
Depuis novembre 2005, elle présente Jenna's American Sex Star sur Playboy TV, où d'éventuelles futures pornstars s'affrontent lors de performances sexuelles pour décrocher un contrat avec sa société, Club Jenna. Les gagnantes des deux premières saisons ont été Brea Bennett et Roxy Jezel.

### Autobiographie
L'autobiographie de Jameson, How to Make Love Like a Porn Star: A Cautionary Tale , fut publiée le 17 août 2004. Elle fut coécrite avec Neil Strauss, journaliste au New York Times et à Rolling Stone et publiée par ReganBooks, une branche de HarperCollins. Ce fut directement un best-seller, passant six semaines en tête des meilleures ventes du New York Times. L'autobiographie gagna aussi le "Mainstream's Adult Media Favorite" XRCO award 2004 devant la série télévisée Family Business de Seymore Butts. Elle fut traduite en allemand sous le nom Pornostar. Die Autobiographie  en novembre 2005 et en espagnol sous le nom Como Hacer El Amor Igual Que Una Estrella Del Porno  en janvier 2006.
Le livre de presque 600 pages porte sur son début de carrière dans le show business quand elle vivait avec son petit-ami tatoueur, sur le Hot d'Or qu'elle reçut à Cannes et comporte des photos des noces de son deuxième mariage. Le livre n'omet pas les détails sordides, parlant des deux viols, de sa dépendance à la drogue, d'un premier mariage malheureux, de nombreuses relations aussi bien avec des hommes que des femmes. La narration à la première personne est régulièrement interrompue par des photos personnelles, des passages de son livret intime d'enfant, d'interviews de sa famille, des scripts de film, des planches de bande dessinée.
L'éditrice de l'autobiographie, Judith Regan, fut aussi le producteur exécutif d'une émission de télévision promotionnelle, Jenna Jameson's Confessions, diffusée sur VH1 le 16 août 2004, un jour avant la sortie du livre. Mais leurs relations s'envenimèrent et en avril 2005, ReganBooks et Jameson lancèrent des poursuites l'un contre l'autre. Le contentieux portait sur une émission de télé réalité sur la vie quotidienne de Jameson, discuté entre son mari, Jay Grdina, et A&E Network. ReganBooks affirma que cette émission constituait une infraction vis-à-vis du contrat de Jameson, qui indiquait que ReganBooks devait toucher une part des bénéfices générés par des émissions spéciales et les séries se rapportant à Jameson, aussi bien que tout autre projet similaire. L'avocat de Jameson affirma que l'accord passé avec A&E était antérieur au contrat passé avec ReganBooks. L'émission de télé réalité n'a toujours pas vu le jour et les poursuites étaient toujours en cours quand Judith Regan fut renvoyée par HarperCollins le 15 décembre 2006 à la suite d'une polémique indépendante.
En janvier 2007, on a rapporté des discussions entre Jameson et des producteurs au sujet de l'adaptation de son autobiographie en film, avec Scarlett Johansson dans le rôle de Jameson.
En mars 2007, Jameson manqua des entrevues avec les producteurs, mettant ainsi le projet de film en danger, à la suite de problèmes consécutifs à une vaginoplastie.

### Relations

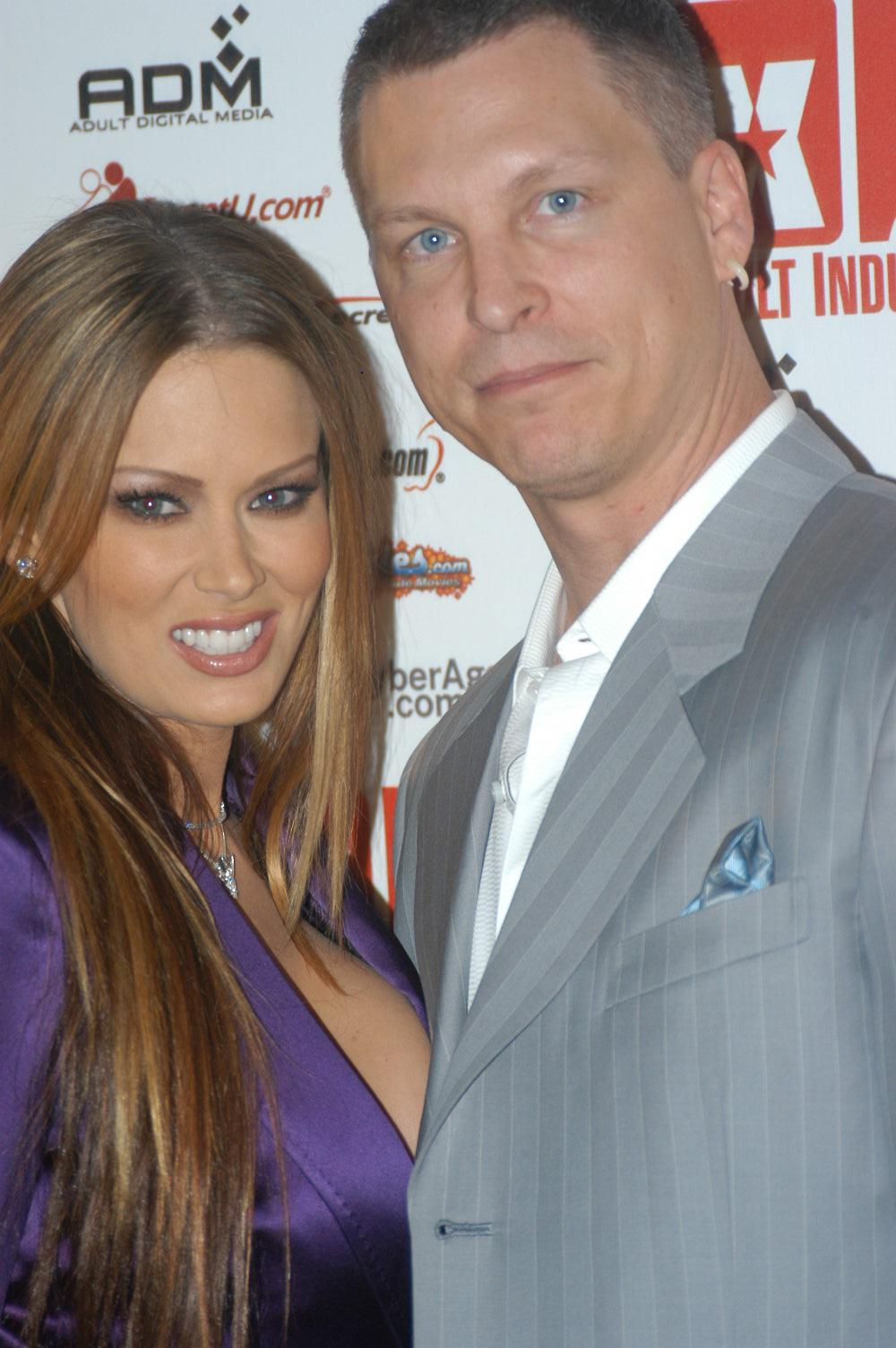
Jenna Jameson avec son mari Jay Grdina, novembre 2005

Jenna Jameson a déclaré qu'elle était bisexuelle et qu'elle avait couché avec cent femmes et trente hommes hors plateaux de tournage. Elle a déclaré que sa meilleure expérience fut sa romance lesbienne avec l'actrice pornographique Nikki Tyler, qu'elle détaille dans son autobiographie. Elles vécurent ensemble au début de la carrière X de Jenna Jameson puis avant son deuxième mariage,. Parmi ses relations hétérosexuelles, elle cite Marilyn Manson et Tommy Lee,, dans son autobiographie.
Le 20 décembre 1996, Jenna Jameson s'est mariée avec Brad Armstrong (de son vrai nom Rodney Hopkins). Ils ne restèrent ensemble que dix semaines, se séparant officieusement en mars 1997, bien qu'ils continuèrent à tourner des scènes pornographiques ensemble. Ils se sont séparés officiellement et divorcèrent en mars 2001.
Durant l'été 1998, Jenna Jameson rencontra un ancien propriétaire de studio pornographique, Jay Grdina (de son vrai nom John G. Grdina), descendant d'une famille ayant fait fortune dans l'élevage de bétail, qui débuta dans la production de films pornographiques après l'université,. Depuis 1998, il a été l'unique partenaire masculin de Jameson sur les tournages, sous le pseudonyme Justin Sterling. Ils se sont unis en décembre 2000 — avant que Jenna Jameson ne divorce de Hopkins — et se sont mariés le 22 juin 2003 selon le rite catholique. Ils essayèrent d'avoir un enfant à partir de 2004 mais sans succès. Jenna Jameson envisageait de se retirer définitivement du X après la naissance de leur premier enfant,,. Le couple résidait à Scottsdale, Arizona, dans un palace de style colonial espagnol de plus de 600 mètres carrés, acheté deux millions de dollars en 2002.
En août 2006, Star et TMZ.com ont eu la confirmation par le manager de Jenna Jameson qu'elle et Grdina s'étaient séparés et que Jenna Jameson sortait avec le musicien Dave Navarro,. Une relation plus sérieuse semble avoir été partagée avec Tito Ortiz, un ancien champion de l'Ultimate Fighting Championship et de combat libre. Le 12 novembre 2006, Ortiz annula sa venue comme invité d'honneur au bal anniversaire de l'US Marine Corps donné à la base aérienne de Miramar à San Diego quand le corps refusa qu'il vienne accompagné de Jameson,. Le 30 novembre 2006, lors d'une interview pour l'émission The Howard Stern Show, Ortiz affirma qu'il aimait Jenna Jameson, qu'elle allait arrêter le porno et qu'ils étaient engagés dans une relation monogame. Le 12 décembre 2006, Jenna Jameson divorça de Grdina.
Lors des AVN Awards de mars 2007, Jenna Jameson est apparue comme anémique et squelettique. Elle déclara que ses problèmes physiques résultaient de la fatigue engendrée par les démarches pour son divorce.

## Business
Jameson et Grdina formèrent Club Jenna en 2000, un site web consacré à la pornographie. ClubJenna.com fut un des premiers sites pornographiques donnant accès à autant de photos et vidéos ; à des journaux intimes, à des conseils pour la vie de couple et même à des actions pour ses membres. Dès sa troisième semaine d'existence, le site était bénéficiaire. Par la suite, Club Jenna se diversifia son offre en s'attaquant aux autres supports multimédia, d'abord en administrant des sites web d'autres actrices X, puis à partir de 2001 en produisant des films X.
Jameson joua elle-même dans les premiers films produits par Club Jenna, se limitant à des scènes avec d'autres femmes ou avec Grdina qui jouait sous le pseudonyme Justin Sterling. Le premier film de Club Jenna, Briana Loves Jenna (2001), coproduit avec Vivid, rapporta plus d'un million de dollars en un an pour un budget initial de 280 000 $. Ce fut le film le plus vendu et le plus loué cette même année et gagna les deux AVN Awards correspondants,. Il fut présenté comme : "Jenna. Her first boy/girl scene in over 2 years." (« Jenna. Sa première scène homme/femme depuis plus de deux ans. ») à la suite de la pause que Jameson fit concernant le tournage de scènes pornographiques hétérosexuelles. Grdina a dit que le total des ventes pour ce film s'est élevé à 100 000 unités, ce qui est à comparer avec un film pornographique ordinaire qui atteint au mieux les 5 000 unités. D'autre part, il affirma aussi que le film fut tourné en douze jours, alors que les films X ordinaires sont tournés en une journée.
En 2004, d'autres actrices sont apparues dans les films de Club Jenna sans Jameson — notamment Krystal Steal, Jesse Capelli, McKenzie Lee, Ashton Moore et Sophia Rossi — Jameson ayant pris du recul. En 2005, Jameson dirigea son premier film, The Provocateur, sorti sous le nom Jenna's Provocateur en septembre 2006. Les films de ClubJenna étaient distribués et lancés sur le marché par Vivid, la plus importante société de production de films pornographiques. Ils constituaient le tiers des profits de ClubJenna et plus de la moitié des bénéfices.

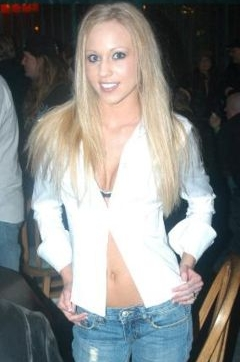
Brea Bennett depuis déc. 2005
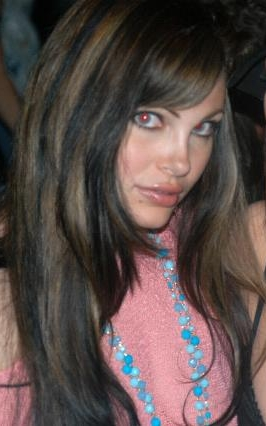
Jesse Capelli depuis mar. 2005
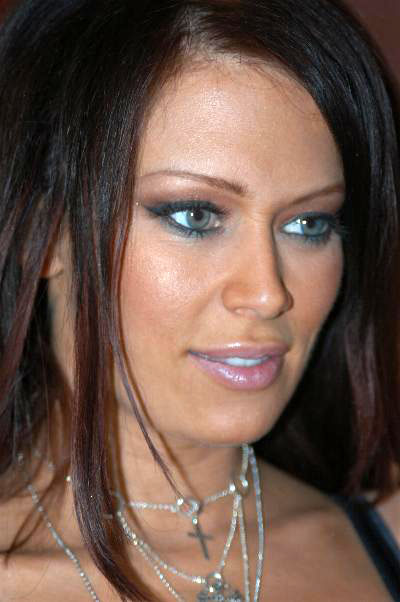
Jenna Jameson depuis 2001
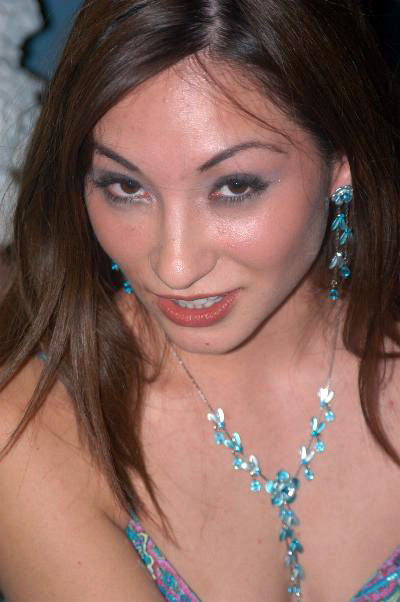
Roxy Jezel depuis jul. 2006
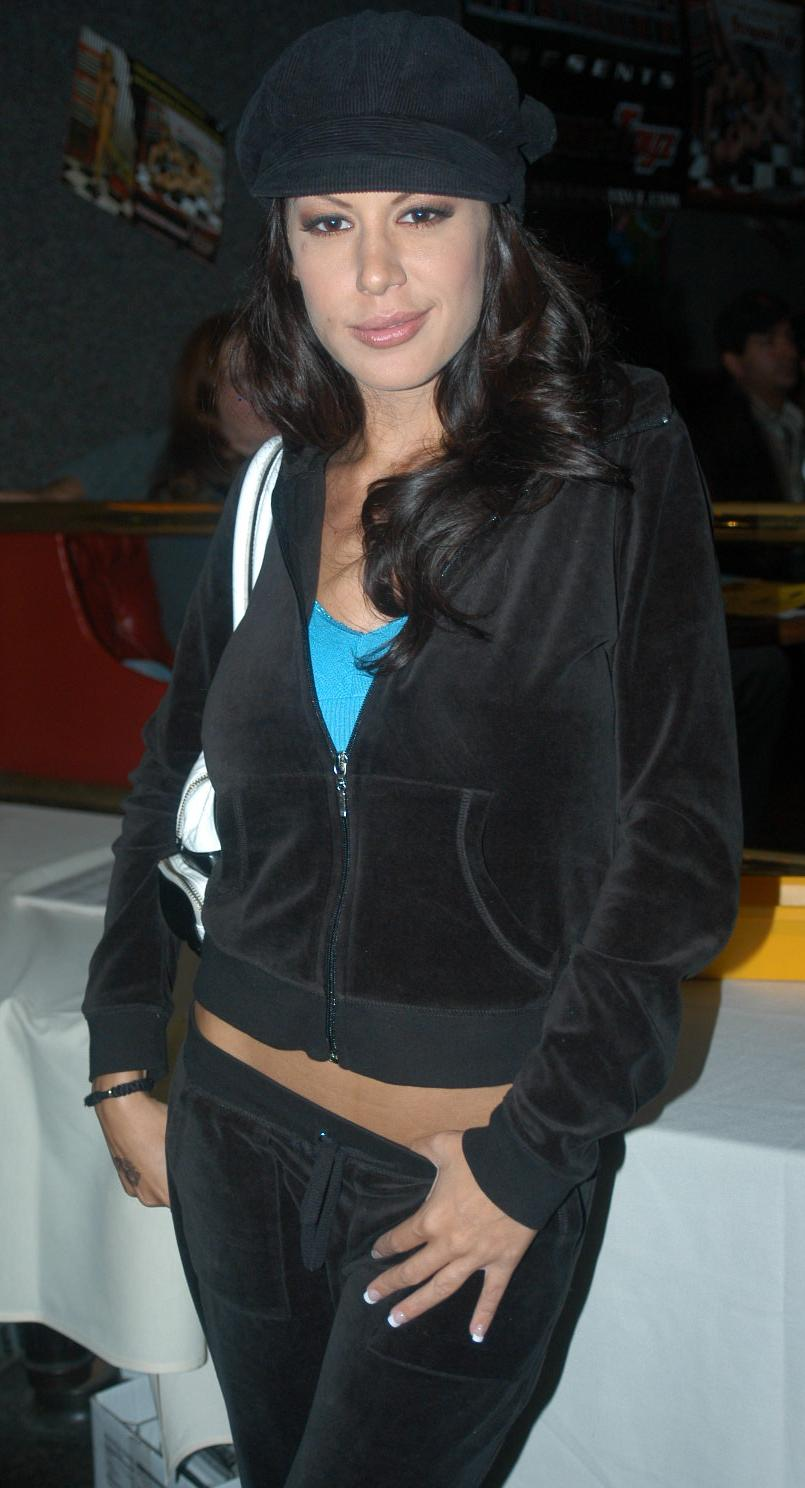
McKenzie Lee fév. 2005 - mai 2007
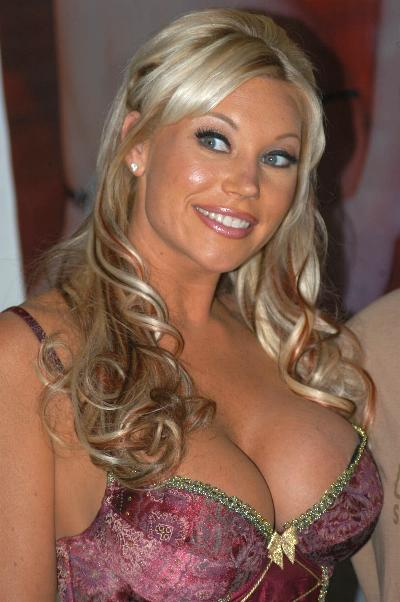
Ashton Moore fév. 2005 - mai 2007
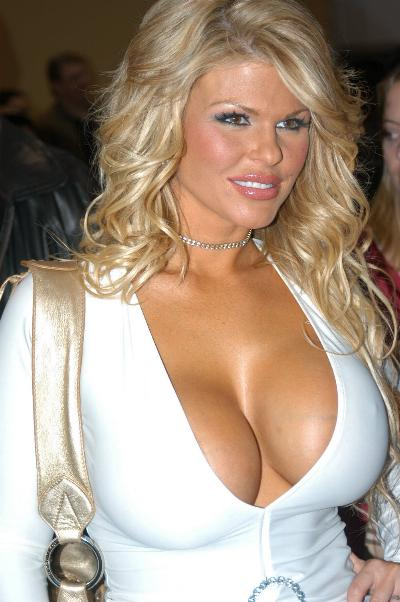
Sophia Rossi avr. 2005 - mai 2007
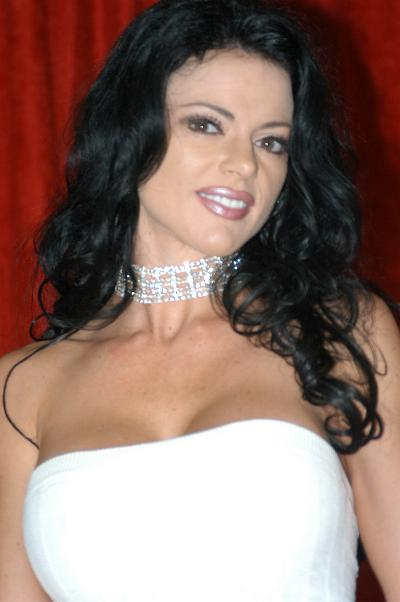
Chanel StJames nov. 2005 - mai 2007
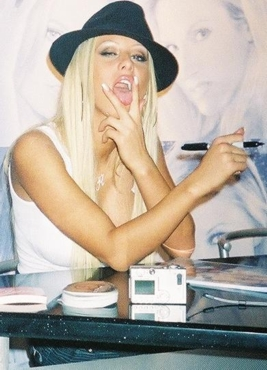
Krystal Steal déc. 2003 - déc. 2005

Club Jenna était géré comme une entreprise familiale avec la sœur de Grdina, Kris, occupant le poste de vice-présidente chargée du merchandising,. En 2005, on estima les profits de Club Jenna à 30 millions de dollars, et des bénéfices s'élevant à la moitié de cette somme.
Le merchandising était centré sur Jameson elle-même. Depuis mai 2003, il existe un panneau publicitaire de quinze mètres de haut à son effigie à Times Square faisant la promotion de son site web et ses films, The first advertisement displayed her wearing only a thong and read "Who Says They Cleaned Up Times Square?",. Il existe une ligne de gadgets sexuels sous licence Doc Johnson et des figurines Jenna Jameson "anatomiquement fidèles",. Elle tient le premier rôle dans son propre jeu vidéo de simulation sexuelle, Virtually Jenna, dans lequel le but est de mener une Jameson modélisée en 3D à l'orgasme,. La marque de guitares Jackson réalisa une série limitée de Rhoads guitares (un de ses modèles) à l'effigie de Jameson. Y-Tell, société appartenante à ClubJenna, vend des sonneries de téléphone Jenna Jameson, des services de discussion en ligne et des jeux en collaboration avec une vingtaine d'opérateur de télécommunications partout dans le monde, principalement en Europe et en Amérique du Sud. En 2006, la société Wicked Cow Entertainment basée à New York commença à diversifier sa marque en verres, parfums, sacs à main, lingerie et chaussures, vendus dans des grands magasins comme Saks Fifth Avenue et Colette (boutique). Ce merchandising et sa couverture par les médias traditionnels ont été qualifiés d'« obscènes » par l'association Morality in Media.
Club Jenna continua de se diversifier. En août 2005, Club Jenna lança Club Thrust, un site web interactif destiné aux fans gays de Jameson, mettant à disposition des vidéos, des galeries photos, des conseils en termes de sexualité, des forums de discussion et des fichiers téléchargeables. Le directeur des relations avec l'administrateur du site web Club Jenna affirma que le premier site avait toujours été beaucoup fréquenté par le public gay,. En 2006, Club Jenna administrait plus de 150 sites officiels d'autres stars de l'industrie porno.

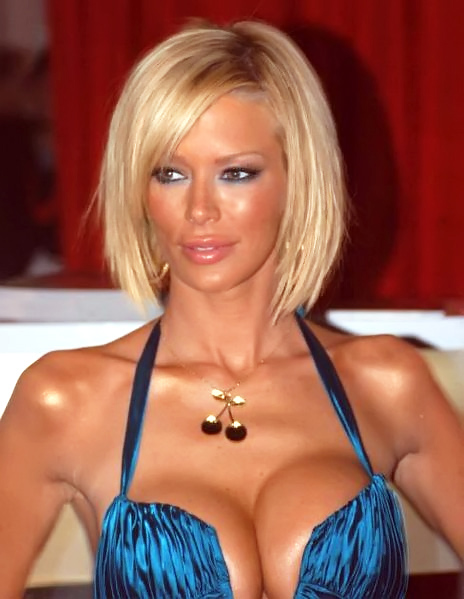
Jenna Jameson lors de l'AVN Adult Entertainment Expo 2007, le 12 janvier 2007

En août 2005, un partenariat qui déboucha sur l'achat par Jameson du Babes Cabaret, un boite de striptease de Scottsdale en Arizona, constitua une première dans le "divertissement en direct" pour Club Jenna,. Peu après cette transaction, le conseil municipal de Scottsdale proposa une nouvelle ordonnance bannissant la nudité dans les lieux pour adultes et obligeant les danseuses à se tenir éloignées d'au moins 1,20 m. Une telle mesure bannissait a fortiori le lap dance, la principale source de revenus des danseuses,. Jameson combattit l'ordonnance avec force et donna son aide pour organiser une pétition. Le 12 septembre 2006, un referendum fut organisé sur la question et les votants se prononcèrent contre les règles les plus strictes, permettant ainsi au club de reprendre ses activités comme avant.
Le 3 février 2006, Jameson présenta le "Vivid Club Jenna Super Bowl Party" avec plusieurs actrices sous contrat avec Club Jenna et des Vivid Girls à la boîte le "Zoo Club" de Détroit au Michigan avec un prix d'entrée allant de 500 $ à 1 000 $. La soirée consistait en un défilé de lingerie, mais aucune nudité ou acte sexuel n'était planifié. Quand elle fut annoncée, la soirée fit débat avec la NFL, qui ne voulait pas en faire un évènement officiel du Super Bowl. Pour l'édition 2007, Jameson signa pour jouer quarterback lors du Lingerie Bowl mais elle dut renoncer à cause de sa compagnie d'assurance qui craignait d'éventuels blessures. En lieu et place, elle sera commentateur,.
Le 22 juin 2006, Playboy Enterprises Inc. annonça l'acquisition of Club Jenna Inc., en même temps que des accords personnels avec Jameson et Grdina. La CEO de Playboy, Christie Hefner affirma qu'elle espérait rapidement faire décoller la production de films en en produisant 30 la première année et en se diversifiant au niveau des supports sur lesquels les films sont distribués : pas seulement en DVD mais aussi via une chaine de télévision, via de la vidéo à la demande et les téléphones portables,. Le 1er novembre 2006, Playboy renomma The Hot Network, une de ses chaines pay-per-view du Spice Network, en ClubJenna.
En avril 2007, Tera Patrick et sa société de production Teravision entamèrent des poursuites contre Jameson et Playboy pour des problèmes de royalties non payées sur l'argent engendrée par le site web de Patrick clubtera.com, ce site étant géré par Playboy.
En 2008 Virgin Comics sort "Jenna Jameson's Shadow Hunter", Jenna écrit le scénario avec
Christina Z. De plus plusieurs dessinateurs collaborent au projet comme (Greg Horn, Dan Brereton,
Mukesh Singh, Joseph Michael Linsner, Mike Deodato Jr., Niko Henrichon).

## Apparitions grand public
Jameson connait aussi un succès relatif en dehors de la pornographie et rapprocha même la pornographie du grand public,,. Elle a dit :
« I've always embraced my hard-core roots, but becoming a household name was an important thing to me. »

« J'ai toujours revendiqué mes racines pornographiques mais que mon nom devienne familier au public était une chose importante pour moi. »

En 1995, Jameson envoya des photos d'elle à l'animateur radio Howard Stern. Elle devint une invitée régulière de son émission, avec plus de 30 apparitions et elle jouait le rôle de Mandy, la « First Nude Woman on Radio » (« première femme nue à la radio »), dans le film semi-autobiographique de Stern, Parties intimes (1997),. Cette apparition fut le point de départ d'une série de rôles non pornographiques. En 1997, Jameson fit une apparition pour l'Hardcore Heaven '97, un programme en pay-per-view de l'Extreme Championship Wrestling, comme serviteuse pour l'écurie Dudley family. Puis elle fit une autre apparition lors de l'ECW Living Dangerously le 1er mars 1998 et devint intervieweuse pour l'ECW pendant quelques mois. En 1998, elle filma un clip avec Val Venis, une figure de la WWE. À la fin des années 1990, Jameson anima plusieurs émissions de voyage Wild On! (en) de la chaîne câblée E! depuis des destinations tropicales,,.
Jameson prêta sa voix à son personnage animé un épisode des Griffin datant de juillet 2001, intitulé Brian Does Hollywood (Le Bouge et le noir pour la version française). Son personnage gagne une récompense pour avoir tourné un film pornographique sous la direction de Brian Griffin (le chien) et à la fin de l'épisode, elle se fait enlever par Peter Griffin. En 2002, Jenna Jameson et Ron Jeremy jouèrent leur propre rôle dans Porn 'n Chicken, le premier téléfilm de la chaîne Comedy Central, jouant des speakers pour un club de vidéos pornographiques. Également en 2002, elle est apparue dans deux jeux vidéo, notamment en prêtant sa voix à Candy Suxxx dans Grand Theft Auto: Vice City. Son personnage commence le jeu comme prostituée mais rencontre le succès en tant qu'actrice pornographique et apparaît alors sur plusieurs panneaux publicitaires dans le jeu. Elle décrocha le prix G-Phoria (en) "Best Live Action/Voice Performance Award - Female" 2003 pour cette performance. Elle a également prêté sa voix et son physique à Daisy, un personnage caché qui exécute des figures provocantes avec ses vêtements et son skateboard dans le jeu vidéo Tony Hawk's Pro Skater 4 En 2003, Jameson est apparue dans deux épisodes de Mister Sterling, une émission de NBC diffusée en première partie de soirée, dans lesquels elle joue la petite-amie d'un financier politique,.
Certaines de ses apparitions sont teintées de controverse. Une interview de Jenna Jameson issue du catalogue Abercrombie & Fitch 1999 de la marque de vêtements A&F Quarterly fut une source de motivation pour le procureur général du Michigan Jennifer Granholm et le lieutenant-gouverneur de l'Illinois Corinne Wood pour protester contre le magazine-catalogue car on pouvait y voir de la nudité. Des parents et des groupes conservateurs chrétiens se joignirent à la campagne de protestations et réussirent à enlever le Quarterly des étagères puis à annuler sa sortie en 2003.
En novembre 2001, la vénérable société de débat Oxford Union invita Jameson de venir à Londres pour combattre l'assertion « The House Believes that Porn is Harmful » (« La maison pense que le porno est nocif »). À l'époque, elle écrivit dans son journal : « I feel like I am going to be out of my element, but, I could never pass this chance up... it's a once in a lifetime thing. » (« Je sens que je vais être dans une autre galaxie, mais c'est une chance qu'on ne peut pas refuser… C'est une chose qui n'arrive qu'une seule fois dans la vie. »). À la fin, son camp gagna le débat par 204 voix contre 27.

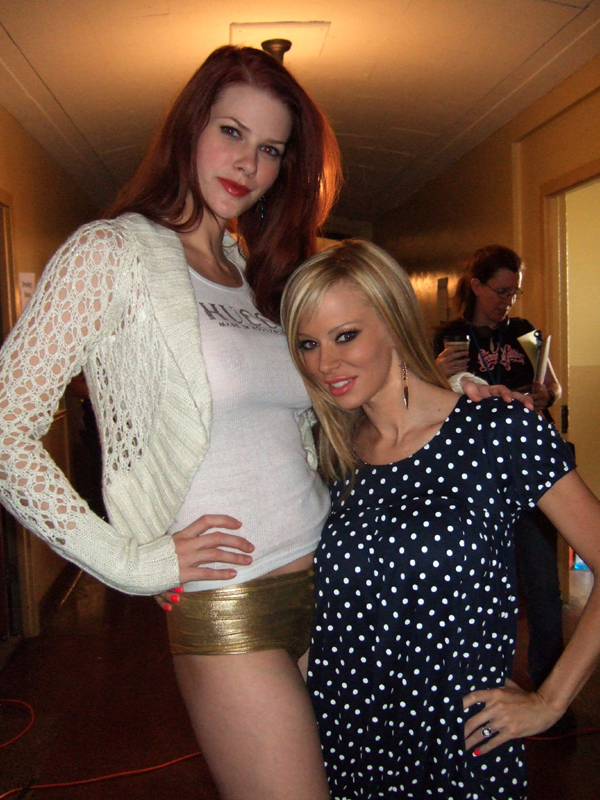
Jenna Jameson et Penny Drake sur le tournage de Zombie Strippers

En février 2003, la marque de chaussures Pony International (en) souhaita faire une campagne de publicité pour des chaussures de sport avec le concours de Jenna comme cela se faisait déjà avec d'autres pornstars. Cette démarche fut attaquée par Bill O'Reilly, journaliste sur Fox News dans un éditorial intitulé Using Quasi-Prostitutes to Sell Sneakers (« utiliser des quasi-prostituées pour vendre des espadrilles »), affirmant que les pornstars n'ont pas à être des modèles pour les adolescents. En réponse, The Harvard Crimson proposa un boycott d'O'Reilly et de Fox News. Jameson elle-même participa à la controverse en envoyant un courriel sarcastique à l'émission :
« I hope Bill understands the difference between a porn star and a hooker. I assume he has done some research on the subject because he requested some of my videos after we finished taping my appearance. I imagine he wanted them for professional reasons. »

« J'espère que Bill comprend la différence entre une pornstar et une prostituée. Je suppose qu'il a fait des recherches sur le sujet car il a demandé certaines de mes vidéos après que nous avions fini l'enregistrement de mon passage. J'imagine qu'il les voulait pour des raisons professionnelles. »

Cependant, il ne s'agissait que d'apparitions mineures peu connues du grand public. C'est le succès de son autobiographie en 2004 qui lui assure la reconnaissance qu'elle a toujours voulu. En quelques mois, elle fut interviewée par NBC, CNBC, Fox News et CNN, et des critiques du livre ont été effectuées par le New York Times, Reuters et d'autres médias reconnus,.
Samhain, un film d'horreur de 2002 dans lequel elle joue auprès d'autres actrices pornographiques dont Ginger Lynn Allen, est resté non-distribué jusqu'en 2005, puis il fut remonté et distribué sous le nom Evil Breed: The Legend of Samhain (en). Elle eut un rôle dans un autre film d'horreur, Sin-Jin Smyth, dont la sortie fut repoussé à la fin de l'année 2006. Dans le film d'horreur Zombie Strippers, sorti en 2008, elle joue le rôle d'une stripteaseuse dont le sex-appeal est augmenté après qu'elle a été mordue par un zombi. En février, Comedy Central annonça que Jenna allait jouer le rôle de "P-Whip" pour sa première série de dessin animé pour mobiles, Samurai Love God (en),. Mediaweek (en) la désigna comme « tête d'affiche » de la série. En avril 2006, Jameson fut la star d'une vidéo podcast publicitaire pour Adidas où elle vante les chaussures « Adicolor » en jouant au jeu de la taupe de façon provocante. O'Reilly n'écrivit pas d'éditorial,. En juillet 2006, Jenna Jameson devint la première actrice pornographique à faire son entrée au Madame Tussauds (dans le musée de Las Vegas),.

## Citations

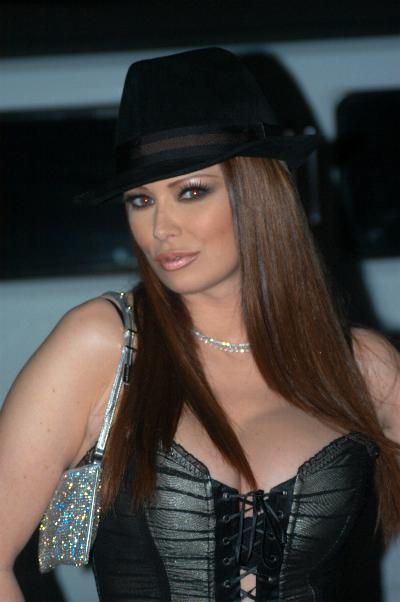
Jenna Jameson

- « I know that when I do get pregnant, I won't step one foot in the adult industry again[107]… »  « Je sais qu'une fois que je serai enceinte, je ne remettrai plus les pieds dans l'industrie du X… »
- « To this day, I can't watch my own sex scenes[107] »  « Aujourd'hui encore, je ne peux toujours pas regarder mes propres scènes de X. »

## Filmographie sélective
Jenna Jameson est apparue dans 149 films en tant qu'actrice et en a réalisé quatre.

### Films X

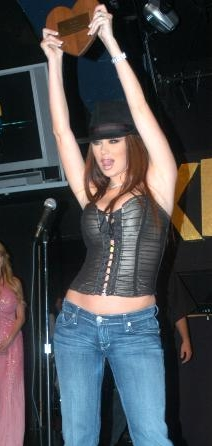
Jameson recevant la récompense symbolisant son entrée au Hall of Fame XRCO lors des XRCO award, le 2 juin 2005

Jenna Jameson est apparue dans 149 films en tant qu'actrice et en a réalisé quatre. La liste complète de ses films peut-être visualisée sur l'AFDB.
| Année | Titre du film               | Diffusion                         |
| ----- | --------------------------- | --------------------------------- |
| 2006  | Janine Loves Jenna          | Vivid Club Jenna                  |
| 2005  | The New Devil in Miss Jones | Vivid                             |
| 2004  | Krystal Method              | Vivid Club Jenna                  |
| 2004  | The Masseuse                | Vivid Club Jenna                  |
| 2004  | Bella Loves Jenna           | Vivid Club Jenna                  |
| 2002  | I Dream of Jenna            | Vivid Club Jenna                  |
| 2001  | Briana Loves Jenna          | Vivid Club Jenna                  |
| 2000  | Dream Quest                 | Wicked Pictures                   |
| 1999  | Hell On Heels               | Wicked Pictures                   |
| 1998  | Dangerous Tides             | Wicked Pictures                   |
| 1997  | Satyr                       | Wicked Pictures                   |
| 1997  | Wicked Weapon               | Wicked Pictures Vidéo Marc Dorcel |
| 1996  | Conquest                    | Wicked Pictures                   |
| 1996  | Jenna Loves Rocco           | Vivid                             |
| 1995  | [Wicked One]                | Wicked Pictures                   |
| 1995  | Blue Movie                  | Wicked Pictures                   |
| 1994  | Up And Cummers 11           | 4-Play Video                      |

### Films grand public
| Année | Titre du film                     |
| ----- | --------------------------------- |
| 1997  | Private Parts                     |
| 2000  | Ali G, Aiii                       |
| 2002  | Analyze That                      |
| 2002  | Grand Theft Auto: Vice City       |
| 2002  | Porn 'n Chicken                   |
| 2005  | Evil Breed: The Legend of Samhain |
| 2006  | Sin-Jin Smyth                     |
| 2008  | Zombie Strippers                  |
| 2010  | How to Make Love to a Woman       |

## Récompenses
| Date | Cérémonie        | Prix                                         | Film                                                 |
| ---- | ---------------- | -------------------------------------------- | ---------------------------------------------------- |
| 1996 | AVN              | Best New Starlet                             |                                                      |
| 1996 | AVN              | Best Actress (Video)                         | Wicked One                                           |
| 1996 | AVN              | Best Couples Sex Scene (Film)                | Blue Movie (avec T.T.Boy)                            |
| 1996 | Hot d'Or         | Meilleure starlette américaine               |                                                      |
| 1996 | Hot d'Or         | Meilleure actrice américaine                 |                                                      |
| 1996 | XRCO award       | Starlet of the Year                          |                                                      |
| 1997 | AVN              | Best Couples Sex Scene (Film)                | Jenna Loves Rocco (avec Rocco Siffredi)              |
| 1997 | AVN              | Best Couples Sex Scene (Video)               | Conquest (avec Vince Vouyer)                         |
| 1997 | Hot d'Or         | Meilleure actrice américaine                 |                                                      |
| 1998 | AVN              | Best All-Girl Sex Scene (Film)               | Satyr (avec Missy)                                   |
| 1998 | Hot d'Or         | Meilleure actrice américaine                 | Sexe de Feu, Cœur de Glace                           |
| 1999 | Hot d'Or         | Hot d'Or du meilleur film américain          | Flashpoint                                           |
| 1999 | Hot d'Or         | Hot d'Or d'honneur                           |                                                      |
| 2003 | AVN              | Best All-Girl Sex Scene (Video)              | I Dream of Jenna (avec Autumn et Nikita Denise)      |
|      | G-Phoria Award   | Best Female Voice Performance                | Grand Theft Auto: Vice City                          |
| 2002 | CAVR Award       | fan                                          |                                                      |
| 2004 | XRCO award       | Best Girl/Girl scene                         | My Plaything 2 (avec Carmen Luvana)                  |
| 2005 | AVN              | Best Actress (Film)                          | The Masseuse                                         |
| 2005 | AVN              | Best Couples Sex Scene (Film)                | The Masseuse (avec Justin Sterling)                  |
| 2005 | AVN              | Best All-Girl Sex Scene (Film)               | The Masseuse (avec Savanna Samson)                   |
| 2005 | XRCO award       | Hall of Fame                                 |                                                      |
| 2005 | XRCO award       | Mainstream's Adult Media Favorite            | How to Make Love Like a Porn Star: A Cautionary Tale |
| 2005 | AVN              | Hall of Fame                                 |                                                      |
| 2005 | AVN              | Best Supporting Actress (Film)               | The New Devil in Miss Jones                          |
| 2005 | AVN              | Best All-Girl Sex Scene (Film)               | The New Devil in Miss Jones (avec Savanna Samson)    |
| 2005 | AVN              | Crossover Star of the Year                   |                                                      |
| 2006 | Temptation Award | Temptation Hall of Fame                      |                                                      |
| 2006 | Temptation Award | Best Supporting Actress (Film)               | The New Devil in Miss Jones                          |
| 2006 | Temptation Award | Best All-Girl Sex Scene (Film)               | The New Devil in Miss Jones (avec Savanna Samson)    |
| 2006 | Temptation Award | Temptress of the Year                        |                                                      |
| 2006 | Temptation Award | Ajoutée à l'Adult Star Path of Fame à Edison |                                                      |
| 2006 | F.A.M.E. Awards  | Favorite Female Starlet                      |                                                      |
| 2006 | XBIZ Award       | Businesswoman of the Year                    |                                                      |